# Ctilocephala abdominalis
Ctilocephala abdominalis är en skalbaggsart som beskrevs av Moser 1918. Ctilocephala abdominalis ingår i släktet Ctilocephala och familjen Melolonthidae. Inga underarter finns listade i Catalogue of Life.